# Felipe Martínez Amador
Felipe Martínez Amador (Bogotà, 12 de desembre de 1975) és un director, productor guionista i docent de cinema i televisió.

## Biografia
Nascut en Bogotà, fill de pare espanyol, Rafael Martínez i de mare colombiana, Isabel Amador.
Va estudiar arquitectura en la Universitat Javeriana. Després de graduar-se viatja a Madrid i cursa la carrera de direcció de cinema a l'Escola Superior d'Arts i Espectacles T.A.I., ciutat on exerceix d'arquitecte. Durant la seva estada en la capital espanyola realitza el curtmetratge Tiquet, al qual li va seguir el també curt Club, un treball rodat en 16mm pel qual va rebre el premi del jurat de la IV trobada de Realitzadors Joves Sense Format, que es va realitzar a Bogotà el 2001.
Va realitzar Siguiente por favor, un curtmetratge de 3 minuts realitzat en vídeo que va ser emès pel programa de televisió Entrada Libre, del canal Localia.
Després d'aquest treball, es va exercir com script a “Los últimos días de la sala Maltés” de David Raventós, com a assistent de direcció en el curt Carla d'Amaya Sumpsi, i va dirigir Low-Batt, cinta que posteriorment guanyaria en les categories de Millor Curtmetratge i Millor Actor en els Premis Invitro Visual 2004 a Bogotà.
Una vegada torna a Colòmbia, es va vincular a la productora colombiana Teleset com a llibretista dels Reality Show Expedición Robinson Ecuador, ¿Ya vamos a llegar? i el programa de concurs Pasapalabra, pocs mesos després treballava com a assistent de direcció i editor a Laberinto Producciones, empresa on va afermar els seus coneixements i amb el temps es va convertir en director de comercials per a aquesta productora.
Del seu treball a Laberinto, donen fe diversos comercials i la seva opera prima “Bluff” protagonitzada per Federico Lorusso, Victor Mallarino, Carolina Gómez i Catalina Aristizabal.
Aquest llargmetratge que es va rodar en els mesos de gener i febrer de 2006 en vídeo d'alta definició i va ser guanyador de la Convocatòria del Fons per al Desenvolupament Cinematogràfic 2005 en les modalitats de producció i postproducció. Va ser estrenada, amb gran èxit a taquilla en el seu primer cap de setmana, el 2007 i va ser la pel·lícula colombiana més taquillera d'aquest any.
Després de Laberinto, es va vincular amb Fox Telecolombia, on ha dirigit sèries de cable per al mercat llatinoamericà com Tiempo Final, Cumbia Ninja, Kdabra, Lynch, 2091 entre d'altres.
Amb Dynamo Producciones dirigeix dos capítols de la sèrie espanyola Karabudjan i el seu segon llargmetratge, la coproducció colombiano-argentina “Malcriados” (2016), adaptació de la reeixida pel·lícula mexicana Nosotros los Nobles protagonitzada per Victor Mallarino i Julieth Restrepo, Juan Fernando Sánchez i José Restrepo.
El 2012 funda amb l'actor i director peruà Salvador del Solar, la productora Proyectil amb la que produeix “Magallanes", opera prima de del Solar i posteriorment la pel·lícula “Doble” guanyadora de l'Estímul Integral del Fons per al Desenvolupament Cinematogràfic de Colòmbia (FDC) la qual va ser rodada en el 2016 entre Nova York i Bogotà i posteriorment la cinta de terror “Fortuna Lake” en el 2017. Aquests dos llargmetratges van ser escrits, dirigits i produïts per Martínez.

## Filmografia

### Director
| Any  | Títol                             | Produït per       | Cadena                    | Nota                 |
| ---- | --------------------------------- | ----------------- | ------------------------- | -------------------- |
| 2019 | Historia de un crimen: Colmenares | Dynamo            | Netflix                   | 3 episodis           |
| 2016 | 2091                              | Fox Telecolombia  | Fox Channel               | 7 episodis           |
| 2015 | Cumbia Ninja (3ª temporada)       | Fox Telecolombia  | Fox Channel               | episodi 1-6, 16      |
| 2014 | Familia en venta·                 | Fox Telecolombia  | MundoFox                  | episodi 4-7          |
| 2014 | Cumbia Ninja (2ª temporada)       | Fox Telecolombia  | Fox Channel               | episodi 1-6, 12-16   |
| 2014 | Palabra de ladrón                 | Fox Telecolombia  | MundoFox                  | 13 episodis          |
| 2013 | El Mexicano                       | Fox Telecolombia  |                           | documental           |
| 2013 | Cumbia Ninja                      | Fox Telecolombia  | Fox Channel               | episodi 1-5, 9-13    |
| 2012 | Lynch (2ª temporada)              | Fox Telecolombia  | Moviecity                 | episodi 7-9          |
| 2012 | Lynch                             | Fox Telecolombia  | Moviecity                 | episodi 5, 7, 10, 11 |
| 2011 | Kdabra (3ª temporada)             | Fox Telecolombia  | Moviecity / Fox Premium   | episodi 1-4, 7-10    |
| 2011 | Mentes en shock                   | Fox Telecolombia  | Fox Espanya / Fox Channel | episodi 2, 6, 7      |
| 2010 | Kdabra (2ª temporada)             | Fox Telecolombia  | Moviecity / Fox Premium   | episodi 1-3, 7-10    |
| 2010 | Karabudján                        | Dynamo            | Antena 3                  | episodi 3-4          |
| 2009 | Kdabra                            | Fox Telecolombia  | Moviecity / Fox Premium   |                      |
| 2009 | Tiempo final (3ª temporada)       | Fox Telecolombia  | FX                        |                      |
| 2008 | Sin tetas no hay paraíso          | Grundy Televisión | Telecinco                 | 26 episodis          |
| 2008 | Tiempo final (2ª temporada)       | Fox Telecolombia  | Fox Channel               | 5 episodis           |
| 2008 | El gran robo (Telefilm)           | Fox Telecolombia  | RCN Televisión            |                      |
| 2008 | Sin retorno                       | Fox Telecolombia  | RCN Televisión            | 9 episodis           |
| 2007 | Tiempo final                      | Fox Telecolombia  | Fox Channel               | 10 episodis          |

## Cine

### Director i guionista
| Any  | Títol                              | Nota                   |
| ---- | ---------------------------------- | ---------------------- |
| 2020 | Loco por vos                       |                        |
| 2017 | Fortuna Lake                       |                        |
| 2016 | Doble                              |                        |
| 2016 | Malcriados                         |                        |
| 2007 | Una anomalía perfecta              |                        |
| 2007 | Bluff                              | Laberinto Producciones |
| 2002 | Lowbatt (curtmetratge)             | Cine TAI               |
| 2002 | Siguiente Por Favor (curtmetratge) | Cine TAI               |
| 2001 | Club (curtmetratge)                | Cine TAI               |

### Productor
| Any  | Títol                                         | Nota |
| ---- | --------------------------------------------- | ---- |
| 2017 | Fortuna Lake (Llargmetratge en postproducció) |      |
| 2016 | Doble (Llargoetratge en postproducció)        |      |
| 2015 | Magallanes                                    |      |